# Krajów (Ukraina)
Krajów (ukr. Країв) – wieś na Ukrainie, w obwodzie rówieńskim, w rejonie rówieńskim, w hromadzie Ostróg. W 2001 liczyła 601 mieszkańców, spośród których 599 wskazało jako ojczysty język ukraiński, a 2 rosyjski.
W okresie międzywojennym wieś znajdowała się w granicach II RP, wchodząc w skład gminy Buhryń w powiecie zdołbunowskim, w województwie wołyńskim.